# Tkací stroj na dvojplyše
Tkací stroj na dvojplyše (angl.: face-to-face weaving machine, něm.: Doppelplüschwebmaschine) je zařízení k výrobě dvou osnovních plyšových (nebo sametových) tkanin nad sebou.
Dvojplyše se vyrábějí podobně jako tkaniny z prutového stroje s použitím na koberce nebo na nábytkové potahy. Dvojplyšový stroj je mnohonásobně výkonnější než stroj prutový, oproti kterému však má nevýhody v tom, že se na něm nedají vyrábět ani plyše s taženými (neřezanými) smyčkami (epingl) ani tkaniny se střídavou výškou vlasu (frizé). 
Na začátku 21. století jsou ve světě známé jen dvojplyšové stroje pocházející z Belgie. Údaje ani o rozsahu výroby ani o cenách nejsou publikovány.

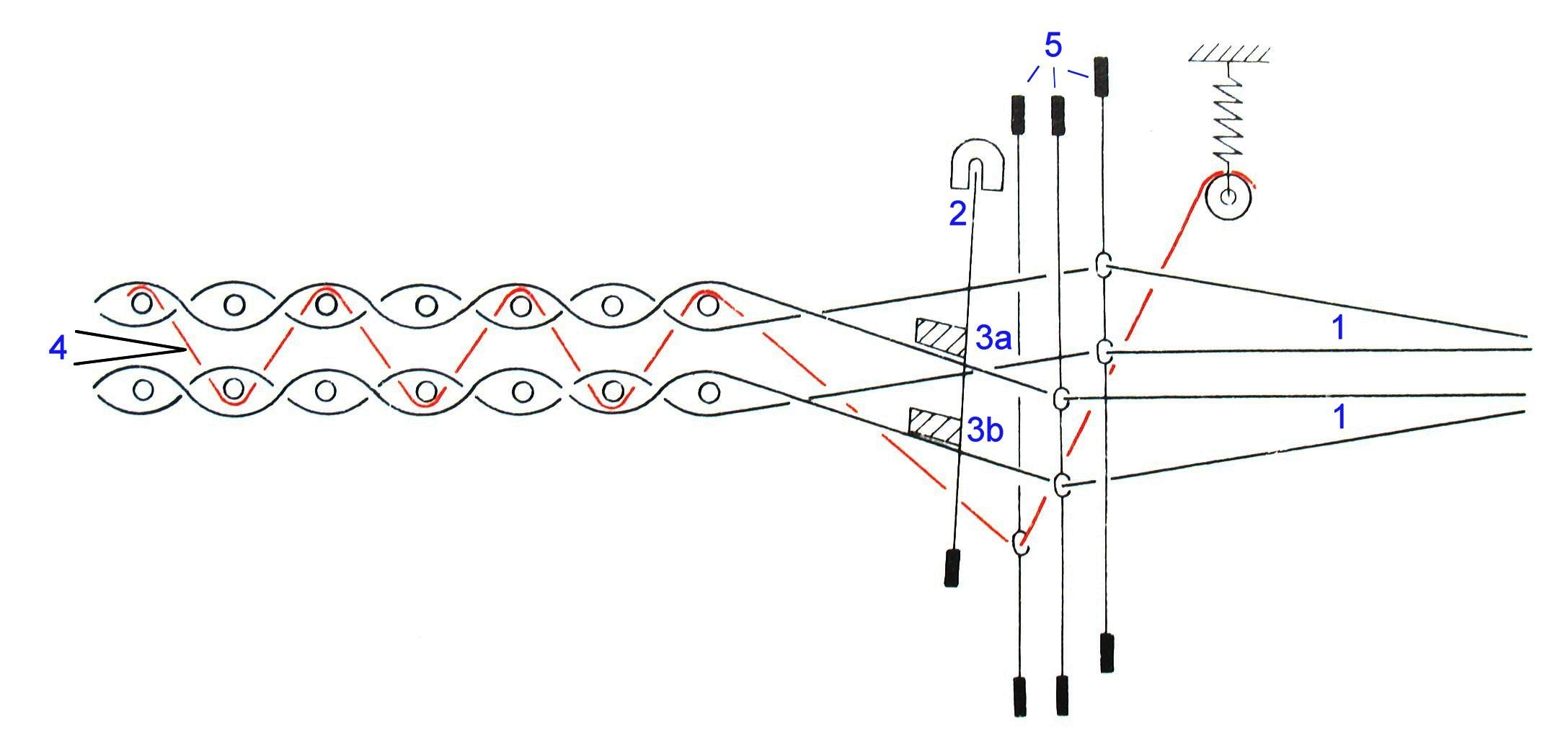
Schéma tkaní dvojplyše na stroji s vačkovým prošlupem

## Princip tkaní
(viz nákres vpravo) Na bidle jsou za paprskem (2) umístěna dvě prošlupní ústrojí (3a a 3b), kde mezerami mezi nitěmi základních osnov (1) procházejí jehlové (na starších strojích člunkové) zanašeče útku. Oběma vznikajícími tkaninami se provlékají nitě vlasové osnovy (zakreslené červeně), spoj se pak před navíjením hotového zboží na stroji rozřezává speciálním nožem (4) a na povrchu obou tkanin se tvoří souvislá vrstva ze špiček vlasů.
U nevzorovaných tkanin se všechny osnovy předkládají ke tkaní na válech a procházejí listy tkacího brda (5). Vzorované plyše se zhotovují zpravidla s pomocí žakárového ústrojí. V tom případě jsou vlasové niti vedeny z jednotlivých cívek přes zvláštní nitěnky k paprsku.

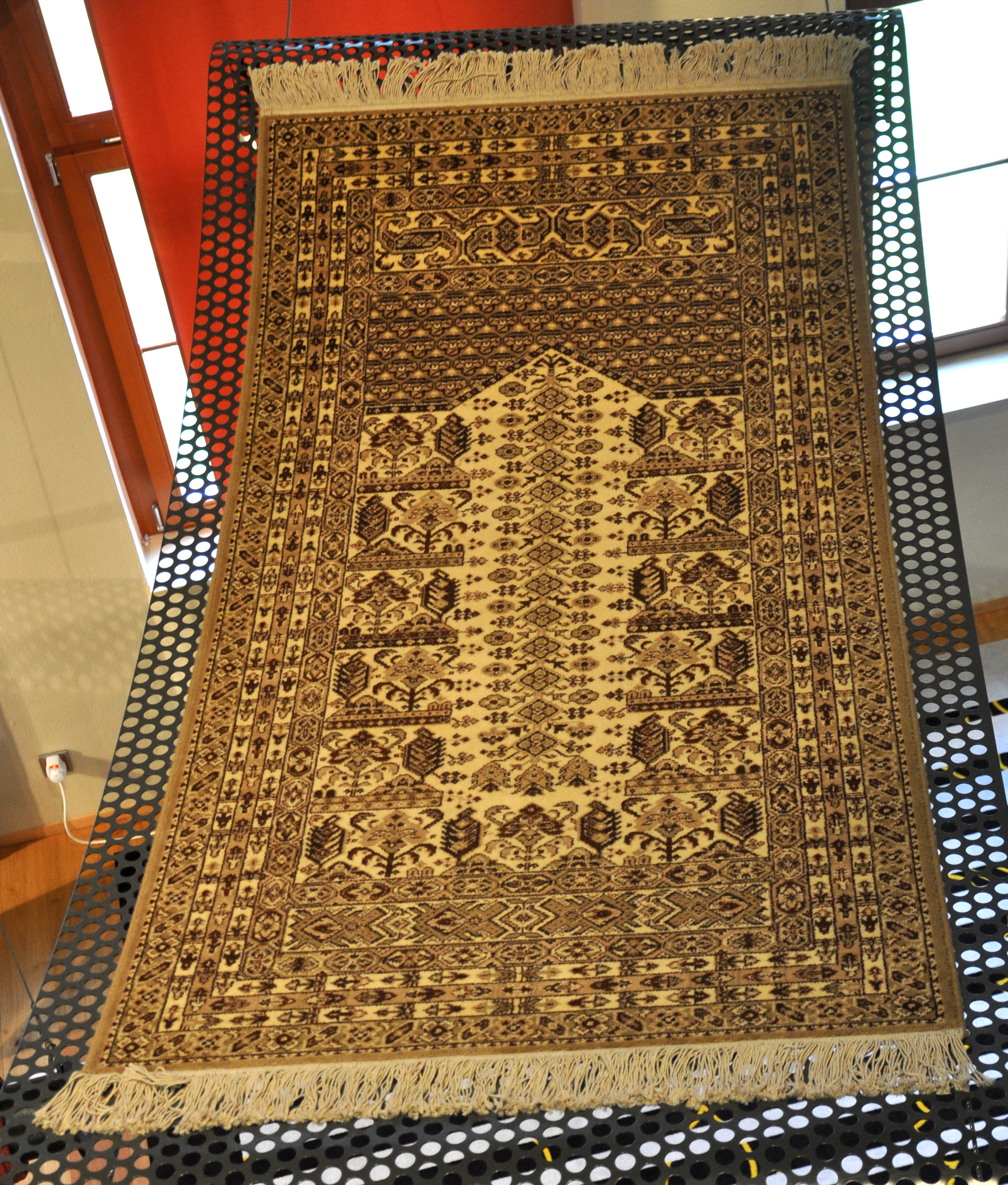
Dvojplyšový koberec vzorovaný. žakárskou technikou (NDR v roce 1975)

### Prohoz útku (vazební varianty plyšových koberců)
Moderní stroje jsou konstruovány pro prohoz útku jednou, dvěma nebo třemi tuhými jehlami.
- Při prohozu jednou jehlou se zanáší útek střídavě do horního a dolního prošlupu. V tomto provedení se dá dosáhnout maximální výkon zatkaného útku cca 670 m/min, výhoda této alternativy je možnost výroby velmi hustého vlasu – až 2,5 milionu špiček na m2.
- Na strojích se dvěma jehlami se zanáší útky současně v obou prošlupech a vlasové niti spojují obě tkaniny při každé druhé otáčce stroje. Se dvěma jehlami se dá zatkávat až 1340 metrů útku za minutu při hustotě vlasu do 0,5 milionu špiček /m2.
- Stroje se třemi jehlami mohou zatkávat jeden až tři útky při každé obrátce a dají se na nich kombinovat vazby s jedním útkem v horním prošlupu a dvěma v dolním nebo opačně atd. Koberce (420 cm široké) se mohou tkát až s 1760 m útku za minutu a hustota plyše může dosáhnout 1 milion vlasů na 1 m2.